# 중화민국 건국 100년 경축활동 주비위원회
중화민국 건국 100년 경축활동 주비위원회(中華民國建國一百年慶祝活動籌備委員會)는 2009년 10월 10일에 중화민국 정부가 중화민국 건국 100년 국경절 경축활동(2011년)을 위해 설립한 위원회이다. 주비위원회의 핵심 지도자는 당시 중화민국 부총통이었던 샤오완창, 행정원장 우둔이, 입법원장 왕진핑 등이 역임하였다. 주비위원회의 구성원은 중화민국 총통부, 중화민국 내정부, 행정원 주계총처 등 중앙정부 기관이 담당하였다. 주비위원회의 최초 전체위원회의는 2009년 11월 8일 타이베이시 중산구 원산대반점에서 개최되었다. 모금 등 예산지원 활동을 위해 민간에서도 재단법인 중화민국 건국 100년 기금회가 설립하였다.

## 같이 보기
- 중화민국